# Хатта (город)
Хатта (араб. حتا‎) — город в эмирате Дубай, в Объединенных Арабских Эмиратах (ОАЭ), эксклав эмирата Дубай, лежащий на самой границе с Оманом. Хатта известна как туристический центр и своей плотиной, построенной в 1990-е годы.

## География
Хатта расположена к юго-востоку от основной территории эмирата Дубай и примерно в 134 км к востоку от города Дубай. Хатта находится относительно высоко в горах Хаджар. Она граничит с Оманом на востоке и юге, с Масфутом (эксклавом эмирата Аджман) на западе и эмиратом Рас-аль-Хайма на севере.

## История
Ранее известная как Хаджараин Хатта попала под власть Дубая во время правления Хашера ибн Мактума после того, как оманский султан Турки бин Саид передал ему территорию, оказавшись не в состоянии защитить её от племени Наим из Эль-Бурайми, поселившегося в соседнем Масфуте (сегодня часть эмирата Аджман). В 1906 году деревня всё ещё носила название Хаджараин.
Старая Хатта включает в себя две военные башни XVIII века и мечеть Джума, построенная в 1780 году и являющаяся старейшим зданием в Хатте. Традиционное водоснабжение осуществлялось через систему фаладж, которая ныне восстановлена.
Из-за своего расположения в горах Хатта традиционно служила летней резиденцией для дубайских семей, спасающихся от жары и влажности побережья.
С начала 1980-х годов Хатта стала популярным местом для ралли по руслам вади между Хаттой, Махдой и Эль-Айном.

## Экономика
Основной экономический фактор развития Хатты — туризм и вода. Исторически район был местом выращивания финиковой пальмы, плоды которой использовались в качестве пищи, а дерево — в качестве строительного материала. В Хатте выстроена традиционная деревня с реконструированными горными жилищами. Она популярна среди отдыхающих, которые останавливаются в палатках в зимние месяцы или в местном отеле «Hatta Fort Hotel», находящийся всего в 2,7 км от плотины Хатта.
Плотина Хатта была построена в 1990-х годах для снабжения области электроэнергией и водой. Hatta Kayak является популярным туристическим направлением и любимым местом для каякинга в ОАЭ.

## Спорт
В городе базируется одноимённый футбольный клуб «Хатта», регулярно выступающий в главной лиге ОАЭ. В сезоне 2018/2019 «Хатта» играет в Первом дивизионе (второй уровень в системе футбольных лиг ОАЭ).